# Aleksiej Bondarienko
Aleksiej Dmitrijewicz Bondarienko (ros. Алексей Дмитриевич Бондаренко, ur. 30 lipca?/12 sierpnia 1911 we wsi Pogromiec w guberni kurskiej, zm. 14 grudnia 1956 w Tambowie) – radziecki polityk i partyzant, Bohater Związku Radzieckiego (1942).

## Życiorys
Miał wykształcenie niepełne średnie, od 1926 był pastuchem i rolnikiem działał w związku zawodowym robotników rolnych, skończył kursy robotników komsomolskich przy KC Komsomołu. Od 1932 w WKP(b), 1939-1941 kierownik sektora kadr Komitetu Obwodowego WKP(b) w Orle, w 1941 I sekretarz rejonowego komitetu WKP(b) w Trubecku (obwód orłowski), od 1941 I sekretarz podziemnego komitetu rejonowego WKP(b) w Trubecku. Organizował ruch partyzancki w rejonie Briańska, był komisarzem brygady partyzanckiej, później komisarzem zjednoczonych brygad partyzanckich zachodnich rejonów obwodu orłowskiego. 2 lutego 1942 brał udział w ataku na Trubeck, w którym partyzanci rozbili niemiecki garnizon, zdobyli wiele broni, amunicji i żywności i uwolnili z niewoli jeńców z Armii Czerwonej. Później uczestniczył w wielu atakach na magazyny i bazy wroga i niszczeniu mostów kolejowych. 1 września 1942 uchwałą Prezydium Rady Najwyższej ZSRR „za wzorowe wykonywanie zadań bojowych dowodząc na froncie walki z niemiecko-faszystowskimi najeźdźcami i przejawianie przy tym męstwa i bohaterstwa” otrzymał Złotą Gwiazdę Bohatera ZSRR i Order Lenina. W latach 1943–1944 I sekretarz Komitetu Miejskiego WKP(b) w Jelcu, 1944-1947 sekretarz Komitetu Obwodowego WKP(b) w Briańsku, 1947-1950 słuchacz Wyższej Szkoły Partyjnej przy KC WKP(b), w 1950 II sekretarz Komitetu Obwodowego WKP(b) w Briańsku. Od września 1950 do 15 stycznia 1954 I sekretarz Komitetu Obwodowego WKP(b)/KPZR w Briańsku, od 14 października 1952 do 14 lutego 1956 zastępca członka KC KPZR. Od 1955 do śmierci sekretarz Komitetu Obwodowego KPZR w Tambowie. Deputowany do Rady Najwyższej Rosyjskiej FSRR.